# 1217 Maximiliana
1217 Maximiliana este un asteroid din centura principală, descoperit pe 13 martie 1932 de Eugène Delporte.